# Sülysáp
Sülysáp város Pest vármegyében, a Nagykátai járásban. Tápiósáp és Tápiósüly egyesülésével jött létre.

## Fekvése
A Gödöllői-dombság és a Monor–Irsai-dombság határán helyezkedik el, az Alsó-Tápió völgyében, Budapesttől 25 km-re keletre. Szép földrajzi fekvésű környezetben fekszik, területét szelíd dombok és jó termőföldek, halastavak, továbbá az Alsó-Tápió és a Sápi-patak teszik változatossá.
Egykor önálló településrészei közül Tápiósüly a mai lakott terület délkeleti, míg Tápiósáp az északnyugati részén helyezkedik el; a kettőt alapvetően a vasút választja el. Külön néven nevezett településrésze még Szőlősnyaraló, mely a belterület északkeleti részén található, a vasúttól északra.
A közvetlenül határos települések: észak felől Dány, északkelet felől Kóka, kelet felől Tápiószecső, dél felől Úri, délnyugat felől Mende, nyugat felől Pécel, északnyugat felől pedig Isaszeg.

### Megközelítése
A települést a 31-es főút szeli át, mely nyugat-keleti irányban végighúzódik a belterületének déli részén, ideértve Tápiósüly történelmi faluközpontját is; Tápiósáp a főút felől a 31 105-ös úton (Sápi bekötőút), Tápiósüly felől a 31 104-es úton (Vasút utca) közelíthető meg, Szőlősnyaraló településrészt pedig csak önkormányzati utak érintik.
Északabbi szomszédaival (Kóka, Zsámbok, Aszód térsége) a 3105-ös út, míg Úrival és azon át a Monor környéki kisebb falvakkal a 3113-as út köti össze.
A hazai vasútvonalak közül a Budapest-Újszász-Szolnok közti villamosított vasúti fővonal érinti, mely keresztülhalad a városon. A vonalnak két megállási pontja van Sülysápon: Budapest felől előbb Sülysáp vasútállomás, a központ közelében, közvetlenül a 31 104-es út mellett, valamint Szőlősnyaraló megállóhely, a névadó településrész déli szélén.

## Története
Két régi falu, Tápiósáp és Tápiósüly, 1950-ben egyesült.  1954-ben az egyesítésük megszűnt, majd 1970-ben ismét létrejött belőlük Sülysáp.
2013. július 15. napján kapott városi címet.

### Süly
Árpád-kori település. Nevét az oklevelek már 1259-ben említették Sul, illetve egy másik oklevélben Sull, majd 1264-ben Sul, 1276-ban Sulu, 1279-1280-ban Suul, 1283-ban Swl, 1312-ben Sul néven írták. 1259-ben, a tatárjárás után IV. Béla király a nyúlszigeti Domonkos-rendi apácáknak adta, az adományt 1276-ban a pápa is megerősítette. 
1312-ben a domomkosok Oszlárral együtt 70 márkáért eladták a birtokot az Ákos nemzetségbeli Mihály fiainak. 1337-ben Ákos nemzetségbeli Mikch bán birtokával határos Úri felől, valamint Sáp szomszédja.

### Sáp
Sáp Árpád-kori település. Nevét 1279-ben Saap néven említette először oklevél.
A település Sápi János birtoka volt, és az ő birtokának írták még 1306-ban is. 
Sáp szomszédjában feküdt Oszlár, mára már elpusztult település is. Itt született 1925-ben Szirtes Ádám a magyar színművészet kiemelkedő alakja. Leánya Szirtes Ági színművésznő.

### Oszlár
Oszlár nevét a tatárjárás után, 1252-ben említette először oklevél Ozlar néven, amikor IV. Béla 3 ekényi lakatlan földet adott a Gyurka comes nemzetségéből származó (Péteri) Péter fia Oltumannak, és határát is leiratta. 1259-ben Vzlar, 1264-ben és 1283-ban Ozlar, 1312-ben Vzlar néven írták. Oszlár egy alán néprész török neve, mely így a törzsi helyneveink közé sorolható. Az oszlárok vagy más néven varsányok a honfoglalás idején valószínűleg a kabarokkal csatlakozhattak a magyarokhoz. 1312-ben a birtok a nyúlszigeti apácáké volt, akik ekkor Oszlárt és Sülyt eladták Ákos nemzetségbeli Mihály fiainak. Későbbiekben már csak mint pusztát említették, valószínűleg a török időkben néptelenedett el.

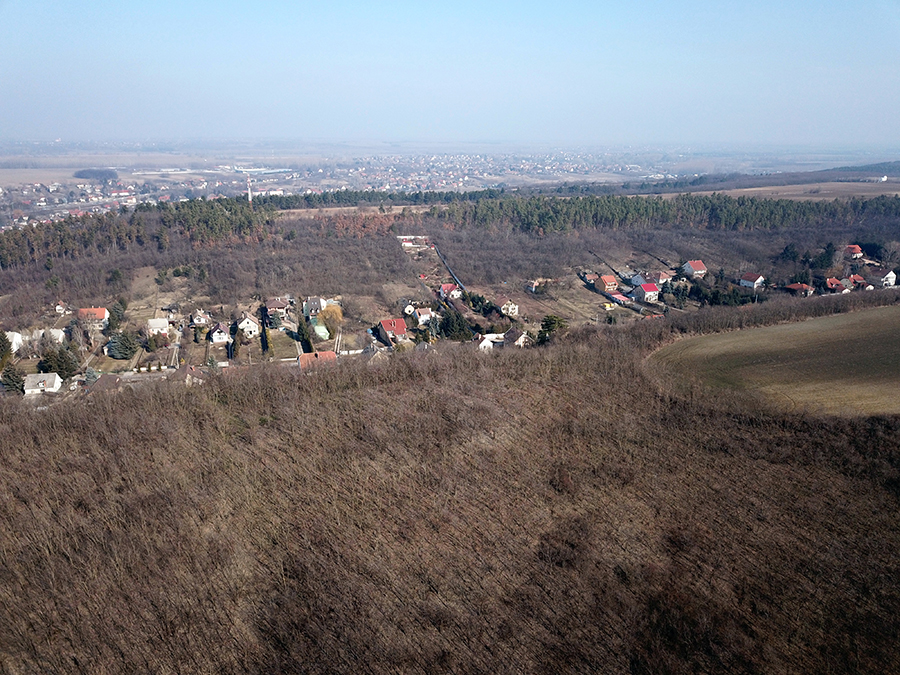
Tápiósüly, Leányvár - légi fotó

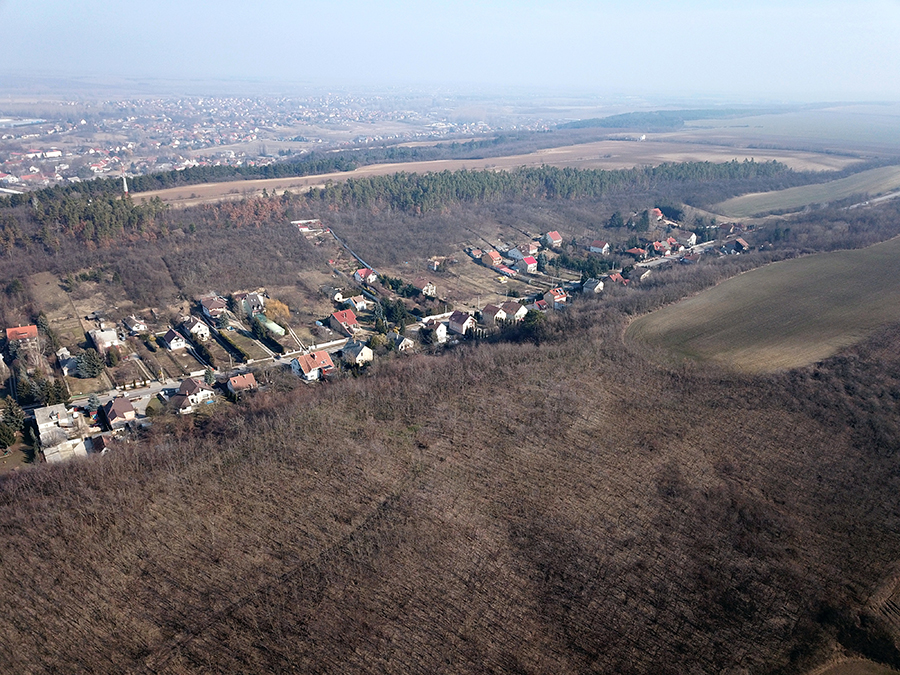
Tápiósüly, Leányvár - légi felvétel

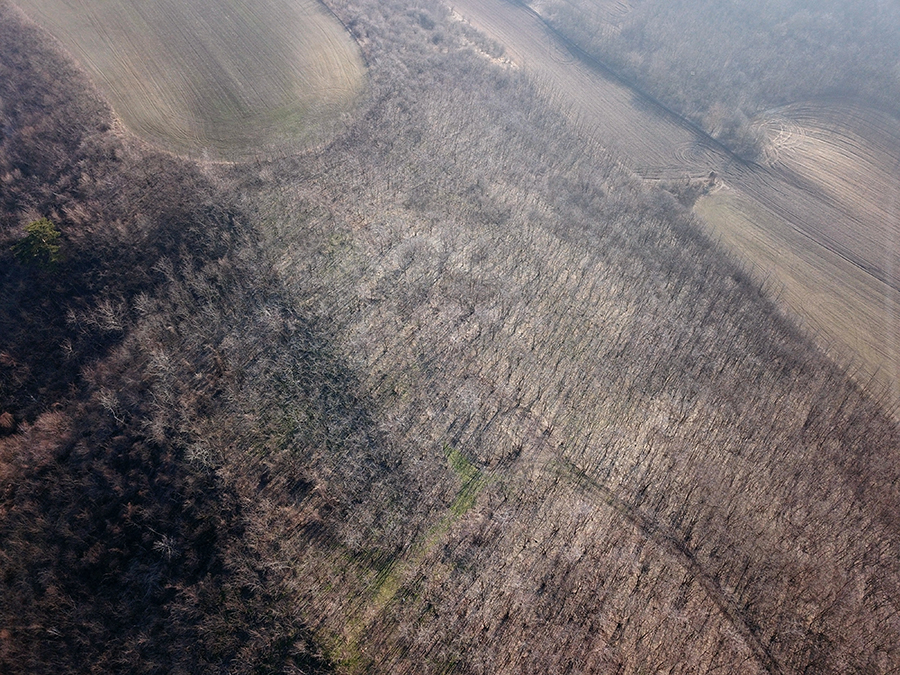
Tápiósüly, Leányvár madártávlatból

## Közélete

### Polgármesterei
| Terminus  | Név            | Jelölő szervezet |
| --------- | -------------- | ---------------- |
| 1990–1994 | Kecser István  | FKgP-SZDSZ       |
| 1994–1998 | Benkó István   | független        |
| 1998–2002 | Benkó István   | független        |
| 2002–2006 | Benkó István   | független        |
| 2006–2010 | Horinka László | Fidesz-KDNP-PMTE |
| 2010–2014 | Horinka László | Fidesz-KDNP      |
| 2014–2019 | Horinka László | Fidesz-KDNP      |
| 2019–2024 | Horinka László | Fidesz-KDNP      |
| 2024-     | Horinka László | Fidesz-KDNP      |

## Gazdaság
A termelőszövetkezet megszűnésével és a földek magánkézbe kerülésével lehetőség nyílt az egyéni gazdálkodóknak a termelésre. Az újonnan alakult Mezőgazdasági Szolgáltató Kisszövetkezet (mely a földterület közel 50%-át bérli a földtulajdonosoktól) jelentős mennyiségű munkaerőt foglalkoztat. Munkalehetőséget biztosítanak még a következő cégek: Szóró Alumíniumöntöde, ebm-papst, Jász-Plasztik Akkumulátorgyár, Darázs Kft., Fővárosi Gázművek Zrt., Tesco, Stobag Alunorm Kft. Jelentős még a helyi szolgáltató ágazatban, valamint a közintézményekben dolgozók száma. A településen 360 kisvállalkozó van, az általuk teremtett munkahelyek a lakosság nagy részének a megélhetését biztosítják.

## Népesség
A település népességének változása:
| Lakosok száma | 8188 | 8176 | 8538 | 8679 | 8508 | 8501 | 8539 |
|               | 2013 | 2014 | 2018 | 2021 | 2022 | 2023 | 2024 |

A 2011-es népszámlálás során a lakosok 86,8%-a magyarnak, 2,2% cigánynak, 0,4% németnek, 0,5% románnak mondta magát (13,2% nem nyilatkozott; a kettős identitások miatt a végösszeg nagyobb lehet 100%-nál). A vallási megoszlás a következő volt: római katolikus 51%, református 5,5%, evangélikus 0,8%, görögkatolikus 0,3%, felekezeten kívüli 13,9% (25,2% nem nyilatkozott).
2022-ben a lakosság 89,1%-a vallotta magát magyarnak, 1,1% cigánynak, 0,5% románnak, 0,3% szlováknak, 0,3% németnek, 0,1-0,1% bolgárnak, ruszinnak és ukránnak, 3% egyéb, nem hazai nemzetiségűnek (10,8% nem nyilatkozott; a kettős identitások miatt a végösszeg nagyobb lehet 100%-nál). Vallásuk szerint 35,7% volt római katolikus, 5,7% református, 0,7% evangélikus, 0,6% görög katolikus, 0,1% ortodox, 3% egyéb keresztény, 0,9% egyéb katolikus, 13,9% felekezeten kívüli (39,2% nem válaszolt).

## Nevezetességei
- az 1489-ben épült, gótikus stílusú római katolikus Kisboldogasszony templom,
- a Sőtér-kastély, amelyet az itt élő földbirtokos Sőtér család építtetett 1725-ben
- Grassalkovich-vadászlak, amelyben 1845-ben Petőfi Sándor is járt,
- Szentháromság-szobor
- Nepomuki Szent János-szobrok
- a Fiumei Tanulmányok Társasága által az itt elhunyt 129 olasz polgár emlékére állított olasz emlékmű.
- A Sülysápi patak néha kiszárad és gyalog túrákat lehet rajta szervezni+ha nincs kiszáradva akkor pedig suppal lehet rajta közlekedni!

## Galéria

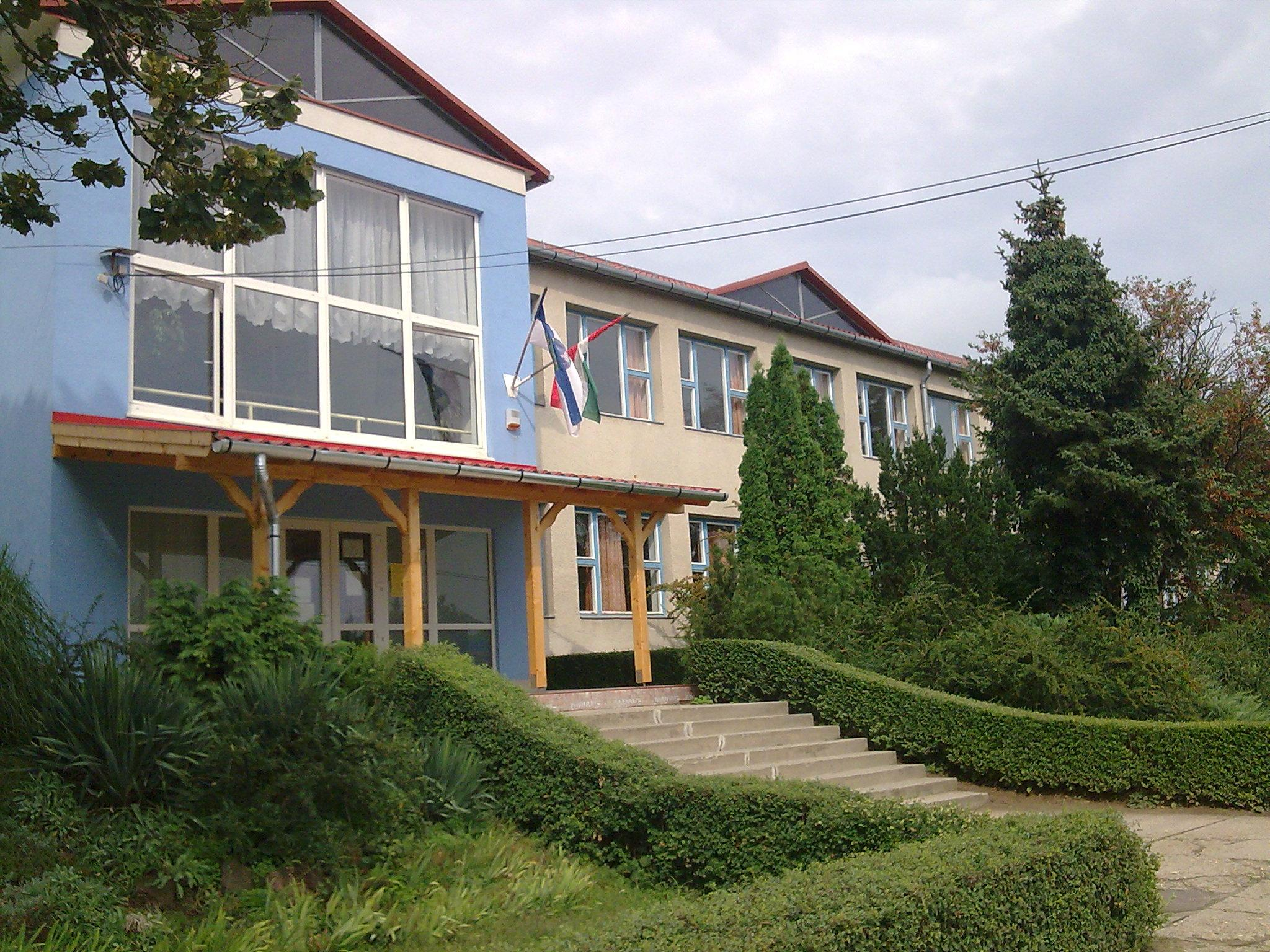
Móra Ferenc Általános Iskola
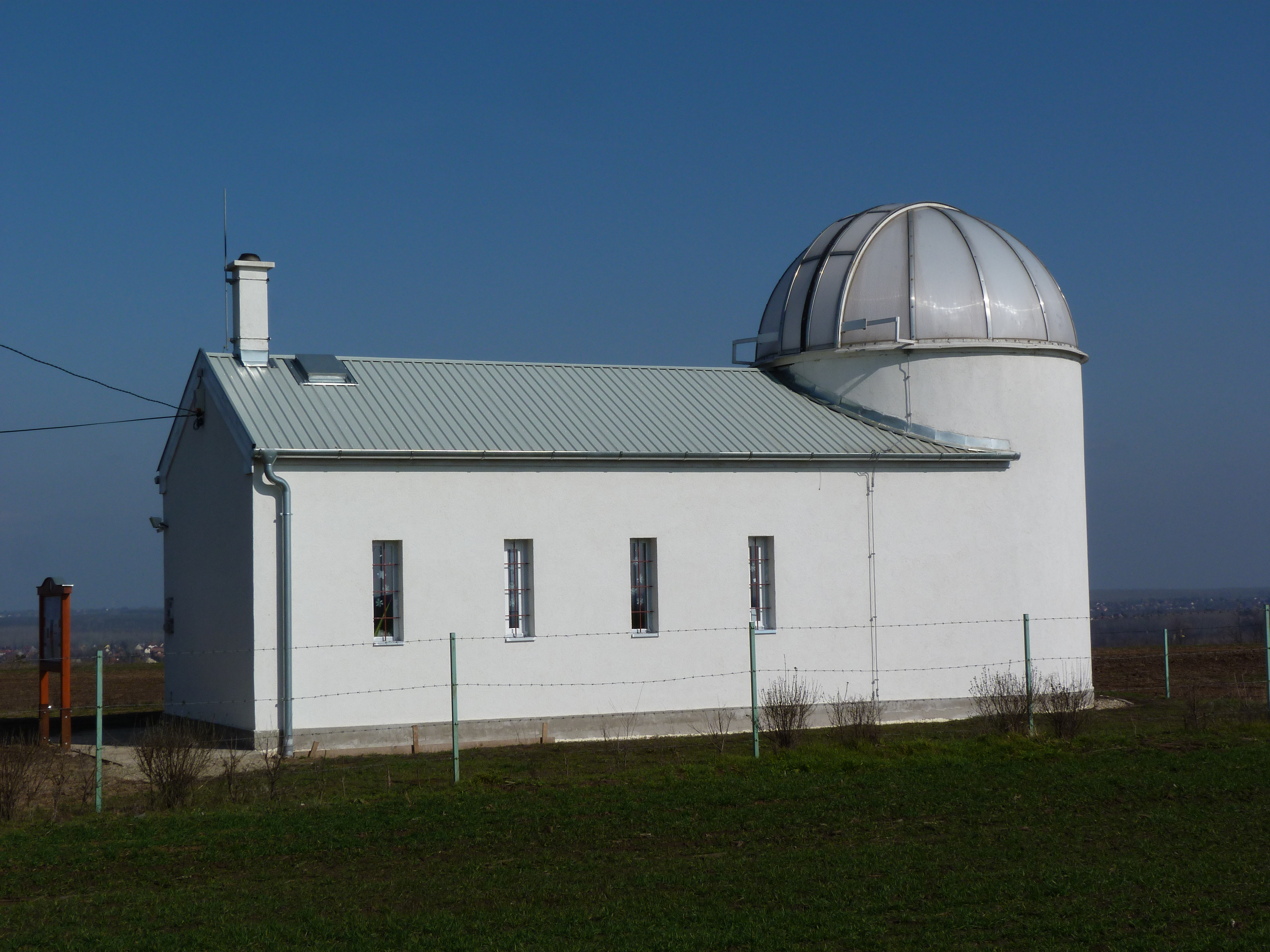
Csillagvizsgáló
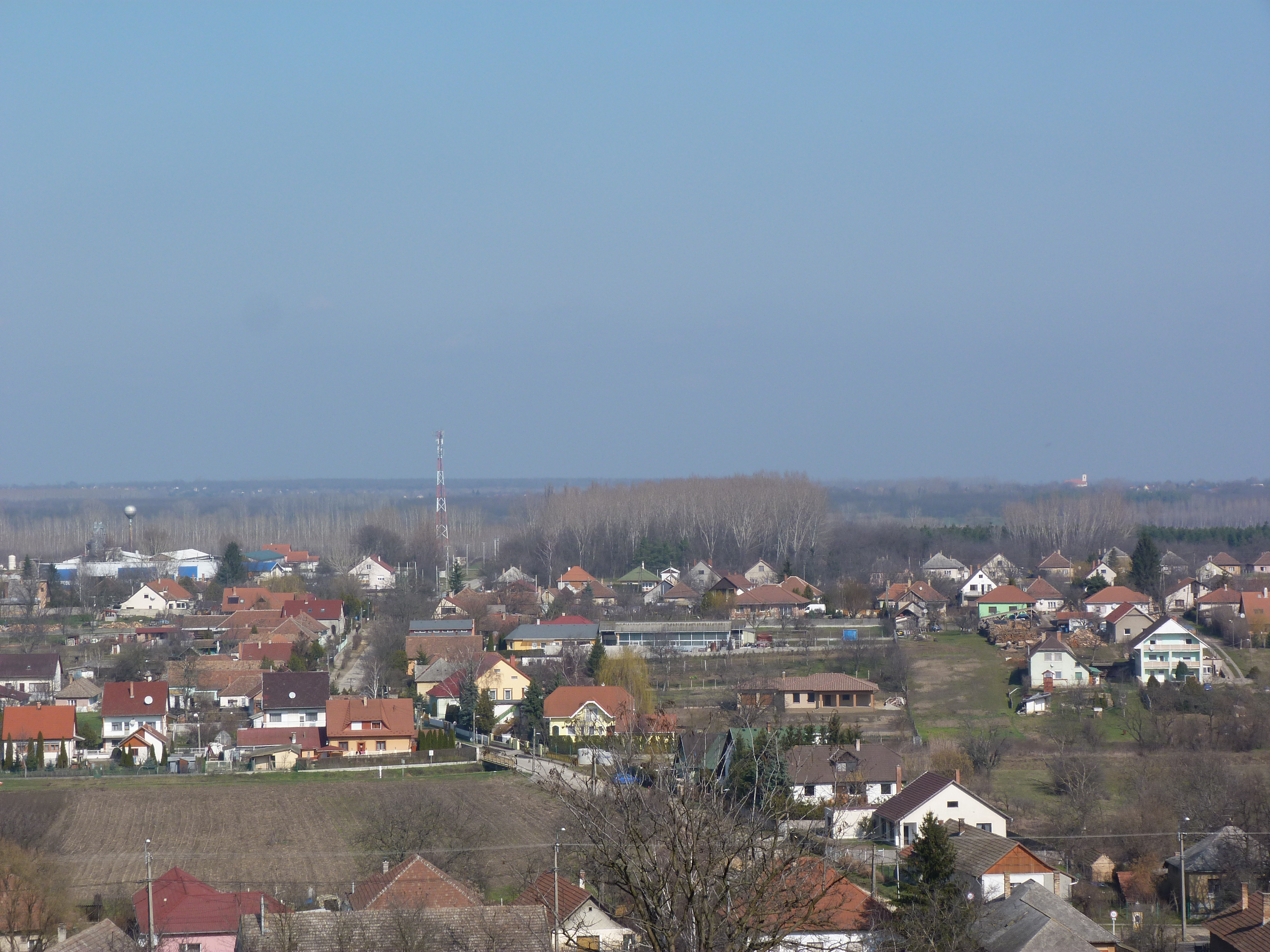
Panoráma
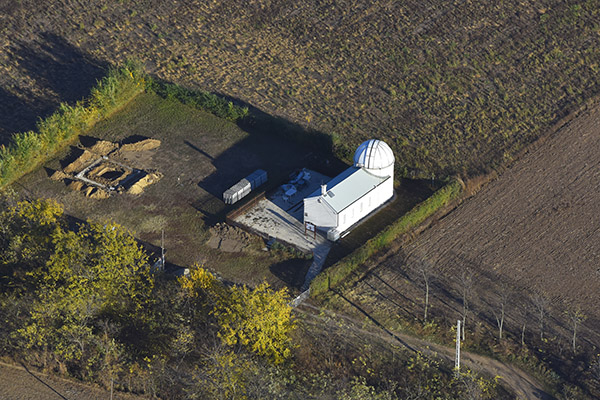
Sülysáp, csillagvizsgáló légi fotón
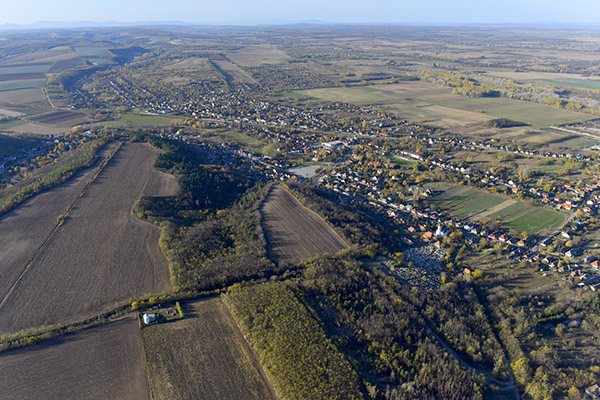
Sülysáp látképe a magasból